# Peter Christoph Sternberg
Peter Christoph Sternberg (* 7. Dezember 1823 in Trier; † 30. Oktober 1864 in Köln) war ein deutscher Journalist und Privatgelehrter. Seine Eltern waren Christoph Sternberg und Anna Gertrud Feilen. Er war verheiratet mit Maria Margarethe, geb. Post. Aus der Ehe stammte eine Tochter.

## Leben
Der Journalist und Privatgelehrte Peter Christoph Sternberg stammte aus einer angesehenen Trierer Metzgersfamilie. Er war von 1845 bis 1848 Mitarbeiter des Trier'schen Intelligenzblatts. Dort veröffentlichte er historische Beiträge zur antiken und mittelalterlichen Geschichte der Stadt. Von 1848 bis 1850 Redakteur, zeitweise auch Herausgeber und Verleger des sozialistisch-antipreußischen Trierischen Volksblatts. Am 1. Mai 1848 wurde der Redakteur Sternberg als Wahlmann der radikal-demokratischen Partei gewählt, um die Trierer Vertreter in der Frankfurter Nationalversammlung mitzubestimmen. In dieser politisch unruhigen Zeit geriet er mit der preußischen Obrigkeit zeitweise in Konflikt. Von 1851 bis 1857 verfasste er als Privatgelehrter einige Schriften zur trierischen und rheinländischen Altertumskunde. Während dieser Zeit korrespondierte er mit Jacob Grimm. Ab 1857 war er Redakteur der von dem Trierer Ludwig Gall herausgegebenen Wochenzeitung Allgemeiner Deutscher Telegraph in Stuttgart. In dieser Zeit setzte er sich vorwiegend mit wirtschaftlichen und sozialen Fragen auseinander. Später wurde er Hauptagent der Allgemeinen Rentenanstalt in Köln. Als "gelehrter Universaldilettant" war er nicht nur Autor historischer Abhandlungen sowie lyrischer und erbaulicher Schriften, sondern auch von Studien zu Laut- und Schreiblehre, Universalsprache, der Verschlüsselung telegraphischer Nachrichten, der Geschichte des Zahlensystems sowie kritischer Darstellungen zu Arbeitswelt und sozialen Verhältnissen.

## Schriften
- Schneeglöckchen: Poetische Versuche. Trier 1846.
- Eine alte Inschrift am Dom zu Trier. In: Trier'sches Intelligenzblatt, Nr. 138 vom 13. Juni 1847.
- Neue Forschungen über die hochdeutsche Lautlehre und Prüfung der hochdeutschen Schreiblehre: Die Stimmlaute und Schmelzlaute. Band 1. Selbstverlag  Trier 1853.
- Uber Die Entstehung Von Mainz, Bonn Und Coeln. Trier 1853. Neudruck 2010. ISBN 1160037191.
- Trier und seine Alterthümer. Ein Wegweiser für Einheimische und Fremde. 3 Auflagen, Trier 1854–1856.
- Versuch einer juristischen Theorie vom Eigenthum der römisch katholischen Kirche nach den angesehensten neuern katholischen Kirchenrechtslehrern und der päpstlichen Praxis im österreichischen Concordat. Mit einem Nachwort, betreffend jetzige Irrungen der Gelehrten und Richter, namentlich die faktische Rechtslosigkeit in kirchlichen Güterfragen im preußischen Rheinlande. Allen deutschen Freunden des Friedens, der Gesetzlichkeit, der religiösen und der bürgerlichen Freiheit gewidmet. Stuttgart 1860.
- Die unabweisbare Nothwendigkeit einer gründlichen Reform der Gymnasien. In aktenmässiger Darlegung der verderblichen Wirksamkeit der Gymnasien zu Trier, Coblenz und Bonn nachgewiesen. 1860.